# Juliana Bal
Juliana Bal (7 oktober 1922 - 1950) was een verzetsstrijder uit de Belgische plaats De Klinge, deelgemeente van Sint-Gillis-Waas.
Ze behaalde haar diploma middelbaar onderwijs en daarnaast nog diploma's stenografie, dactylo, boekhouden en 'Rode Kruis'. Tijdens de Tweede Wereldoorlog werkte zij bij de Werbestelle in Sint-Niklaas. Hier werden vrijwilligers gerekruteerd voor de tewerkstelling in Duitsland. Later in de oorlog werd de tewerkstelling een verplichting en werden mannen opgeroepen om zich te melden. Als medewerkster van de Werbestelle was Juliana Bal op de hoogte van de namenlijsten. Zij heeft de namen van circa 300 Waaslandse mannen doorgegeven aan het verzet, zodat deze mannen op tijd konden onderduiken.
Toen de Duitsers ontdekten wat Bal deed, werd ze door hen gevangen gezet. In de Nieuwe Wandeling in Gent is ze gemarteld. Na zes weken was duidelijk dat ze geen geld had gekregen voor haar praktijken en daarom lieten ze haar weer vrij.
Juliana Bal ging na haar vrijlating werken als notarisklerk in Antwerpen. Hier heeft ze twee joodse meisjes gered door hen mee naar huis te nemen en vervolgens te laten onderduiken.
In 1950 overleed Bal op 28-jarige leeftijd. Haar broer Julien wijt dit aan de ontberingen tijdens haar arrestatie.
In 2025 werd in De Klinge een straat naar haar genoemd.